# Truus Doodeheefver-Kremer

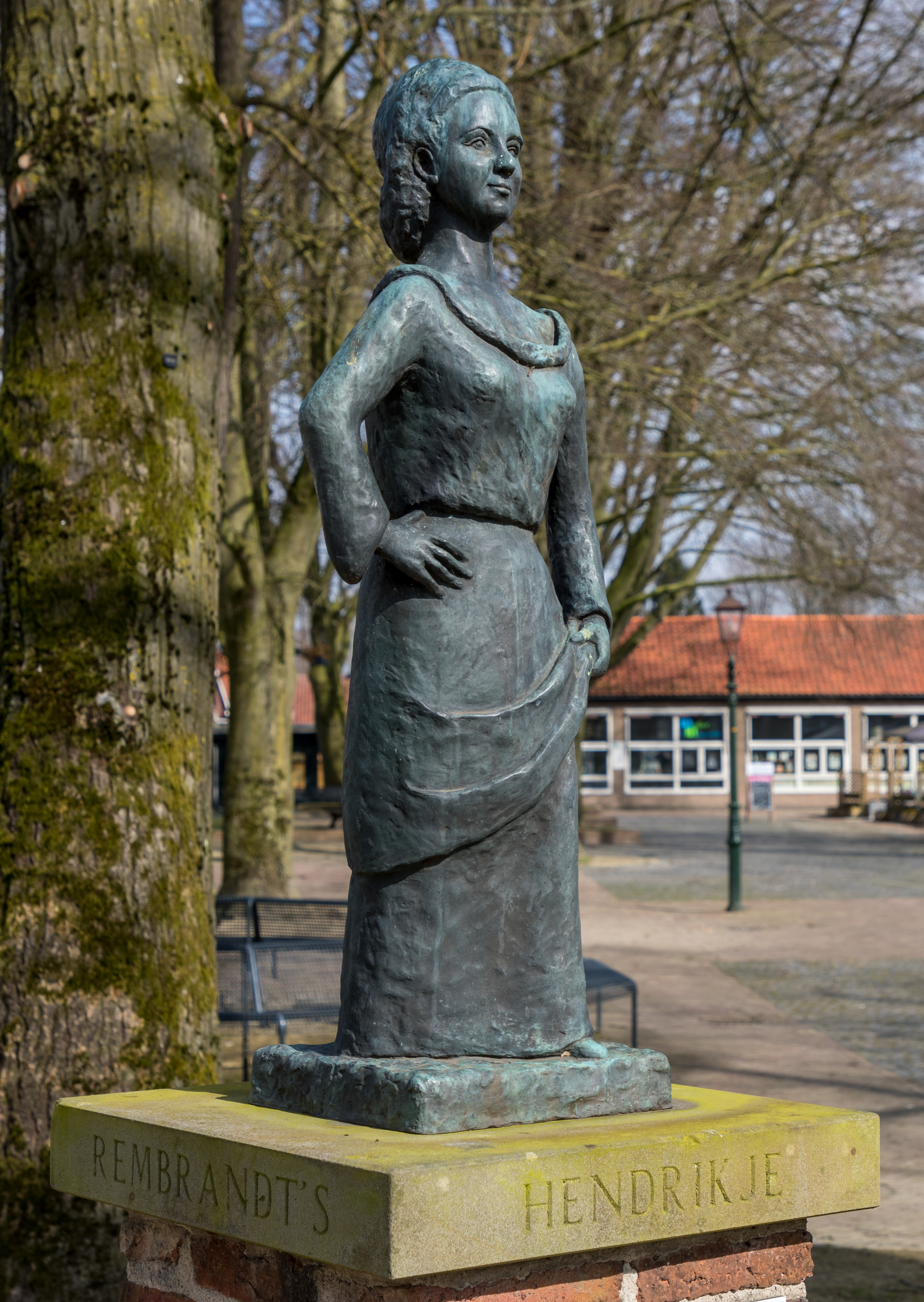
Hendrikje (1977), Bredevoort

Geertruida Jeannette Frederika (Truus) Doodeheefver-Kremer (Leiden, 15 februari 1928 – Aalten, 2004) was een Nederlands beeldhouwer.

## Leven en werk
Truus Kremer was een dochter van de arts Willem Kremer en Bernarda Niemeijer, die kort na haar geboorte met hun gezin naar Amsterdam verhuisden. Ze leerde beeldhouwen bij Adrianus Remiëns. Kremer beeldhouwde naturalistische portretten en dierfiguren in brons en aluminium en maakte houtsnijwerk. Ze trouwde in 1945 met Joop Doodeheefver (1924-2001), die 30 jaar als ontwerper-colorist werkte voor het familiebedrijf N.V. Rath & Doodeheefver's Behangselpapierhandel. In 1973 verhuisde het echtpaar naar Aalten, waar Joop vooral als landschapsschilder actief was.
Doodeheefver-Kremer maakte onder meer voor Bredevoort een beeld van Hendrickje Stoffels, de latere echtgenote van Rembrandt van Rijn,  die haar jeugd deels in Bredevoort doorbracht. Aanleiding voor de oprichting ervan was een kort daarvoor verschenen biografie van Stoffels van lokale historicus Henk Kroonenbrink. Doodeheefver bezocht onder meer het Rijksmuseum Amsterdam, om haar door de ogen van Rembrandt te bekijken. Rembrandt legde Stoffels op latere leeftijd vast, de beeldhouwster koos ervoor Stoffels rond haar 20e weer te geven, in de periode dat zij vanuit Bredevoort naar Amsterdam vertrok. Het beeld werd op 7 juli 1977 door de oudste inwoonster van Bredevoort onthuld. In 1994 maakte Doodeheefver voor het nieuwe gemeentehuis in Lichtenvoorde het werk Ieder apart, samen één, met vijf (fantasie)vogels in een cirkel die symbool staan voor Lichtenvoorde, Harreveld,Lievelde,Vragender en Zieuwent, de vijf kerkdorpen van de toenmalige gemeente: .
Truus Doodeheefver exposeerde onder meer met haar man in het gemeentehuis van Haaksbergen (1984) en Museum Freriks (1987) in Winterswijk en met een aantal andere animaliers tijdens het Wildlife Artists Festival (1984) in Antwerpen.

## Enkele werken
- 1977 Hendrikje, aan 't Zand in Bredevoort
- 1994 Ieder apart, samen één, Varsseveldseweg, Lichtenvoorde

- RKD-Nederlands Instituut voor Kunstgeschiedenis: 23787